# Maria Leopoldina av Österrike
Maria Leopoldina av Österrike, född 22 januari 1797 i Wien, död 11 december 1826 i Rio de Janeiro, var en österrikisk ärkehertiginna som genom giftermål med Peter I av Brasilien var kejsarinna av Brasilien 1822–1826 och drottning av Portugal under 1826. 
Hon fungerade som regent i Brasilien under makens frånvaro 1822. 

## Biografi
Dotter till kejsar Frans II och Maria Teresa av Neapel och Sicilien. Hon beskrivs som kultiverad, talade sex språk och var intresserad av naturvetenskap. 
Gift med den framtida kejsaren Peter I av Brasilien i Brasilien år 1817; han var då fortfarande Portugals kronprins, men var då boende i Brasilien med den övriga portugisiska kungafamiljen. Då Brasilien blev självständigt från Portugal 1822 blev maken kejsare och hon kejsarinna. 
Hon spelade en roll för Brasiliens självständighetsförklaring: då ett kravbrev från Portugal anlände till Rio de Janeiro, där hon var regent under makens vistelse i São Paulo, sammankallade hon rådet och sände en uppmaning till maken att förklara Brasilien självständigt: Frukten är mogen, det är dags att skörda. Han följde hennes uppmaning. 
Maken blev vid sin fars död 1826 även kung i Portugal, men abdikerade strax därpå. 

## Barn
- Maria II av Portugal (1819–1853), drottning av Portugal
- Januária av Brasilien (1822–1901), gift med Luigi, greve di Aquila, son till Frans I av Bägge Sicilierna
- Paula Mariana Joana av Brasilien (1823–1833)
- Francisca (1824–1898), gift med François av Orléans, prins av Joinville
- Peter II av Brasilien (1825–1891)